# Il diario rivelatore
Il diario rivelatore è un giallo scritto da Carolyn Keene nel 1932 e pubblicato in Italia nel 1971.

## Trama
La storia inizia con Nancy Drew e le amiche inseparabili, le cugine Bess Marvin e George Fayne, reduci da una sagra popolare. Qui hanno conosciuto la signora Swenson e la figlia, e accorgendosi che vivono sulla soglia di povertà, hanno invitato la ragazza e la mamma a condividere giochi e divertimenti pagando di tasca propria, e lasciandole con la promessa di una visita a casa loro.
Sulla via del ritorno a casa, le tre ragazze si trovano coinvolte nell’incendio di Villa Raybolt, il cui omonimo proprietario ha fama di essere una persona poco per bene che traffica con brevetti, truffando gli inventori.
Durante l’incendio Nancy Drew trova un misterioso individuo che fugge quando la vede e perde un diario scritto in svedese. Il giorno dopo Ned Nickerson, l’amico del cuore di Nancy, sempre nei pressi della villa trova un anello d’oro ancora con scritta svedese.
In seguito le ragazze fanno visita alla famiglia Swenson, facendo scoperte terribili e interessanti.
Continua la storia ricca di colpi di scena e trovate strabilianti, fino alla conclusione in cui Nancy Drew rimette tutto in ordine.